# GOD (忌野清志郎のアルバム)
『GOD』（ゴッド）は、忌野清志郎のソロ5枚目のスタジオ・アルバム。2005年3月2日に発売。2008年12月17日にはSHM-CD仕様で再発。

## 解説
三宅伸治と共にプライベート・スタジオ【ロックン・ロール研究所】で約1年以上の制作期間を費やした。ツアーメンバー梅津和時、片山広明、渡辺隆雄、厚見玲衣、宮川剛に加え、甲本ヒロトがボーカルとハーモニカでゲスト参加。

## ミュージック・ビデオ
本作の先行シングル「JUMP」のミュージック・ビデオは「中野6区 忌野清志郎 無所属」のテロップから始まる。忌野が架空の選挙区から出馬している設定。髪を逆立てメイクをした忌野が本物の立候補者さながらにスーツ姿に襷をかけ、自転車に乗って選挙活動。住宅街では街頭演説や挨拶回り。街頭テレビにも忌野の姿。新聞や雑誌は忌野を追っかけ記事にする。国会議事堂をバックにギター演奏するなど息もつかせぬ展開が続き、最終的に選挙事務所で赤い達磨に目玉を入れ「清志郎氏初当選」と新聞に載り立候補者としてハッピーエンドを迎える。そのスーツ姿の映像と共に、オレンジ色のスーツを着たロックスターの忌野が商店街を闊歩する姿も収められている。

## 収録曲
全作詞･作曲：忌野清志郎、三宅伸治（特記以外）
1. ROCK ME BABY
2. 愛と平和
3. 仕草
4. REMEMBER YOU
5. ママもうやめて
6. GOD
7. KISS
8. サイクリング・ブルース
（作詞･作曲：忌野清志郎）
9. 旅行
（作詞･作曲：忌野清志郎）
10. わからず屋総本家
11. 春の嵐
（作詞･作曲：忌野清志郎、梅津和時）
12. 君を信じてる
13. JUMP